# 56e cérémonie des Primetime Emmy Awards
La 56e cérémonie des Primetime Emmy Awards (ou « Emmys ») organisé par l'Academy of Television Arts and Sciences, se déroule le 19 septembre 2004 au Shrine Auditorium de Los Angeles et récompense les meilleurs programmes télévisés diffusés en primetime au cours de la saison 2003-2004 sur les réseaux publics et câblés américains. Elle est diffusée sur le réseau ABC et présentée par Garry Shandling.

## Nommés et lauréats
Les lauréats sont en gras.

### Séries dramatiques

#### Meilleure série dramatique
- Les Soprano (HBO)
  - Les Experts (CBS)
  - Le Monde de Joan (CBS)
  - 24 Heures chrono (Fox)
  - À la Maison-Blanche (NBC)

#### Meilleure actrice
- Allison Janney pour le rôle de C.J. Cregg dans À la Maison-Blanche
  - Edie Falco pour le rôle de Carmela Soprano dans Les Soprano
  - Jennifer Garner pour le rôle de Sydney Bristow dans Alias
  - Mariska Hargitay pour le rôle de Olivia Benson dans New York, unité spéciale
  - Amber Tamblyn pour le rôle de Joan Girardi dans Le Monde de Joan

#### Meilleur acteur
- James Spader pour le rôle de Alan Shore dans The Practice : Donnell et Associés
  - James Gandolfini pour le rôle de Tony Soprano dans Les Soprano
  - Anthony LaPaglia pour le rôle de Jack Malone dans FBI : Portés disparus
  - Martin Sheen pour le rôle de Josiah Bartlet dans À la Maison-Blanche
  - Kiefer Sutherland pour le rôle de Jack Bauer dans 24 Heures chrono

#### Meilleure actrice dans un second rôle
- Drea de Matteo pour le rôle de Adriana La Cerva dans Les Soprano
  - Stockard Channing pour le rôle d'Abbey Bartlet dans À la Maison-Blanche
  - Tyne Daly pour le rôle de Maxine Gray dans Amy
  - Janel Moloney pour le rôle de Donna Moss dans À la Maison-Blanche
  - Robin Weigert pour le rôle de Calamity Jane dans Deadwood

#### Meilleur acteur dans un second rôle
- Michael Imperioli pour le rôle de Christopher Moltisanti dans Les Soprano
  - Steve Buscemi pour le rôle de Tony Blundetto dans Les Soprano
  - Brad Dourif pour le rôle de Doc Cochran dans Deadwood
  - Victor Garber pour le rôle de Jack Bristow dans Alias
  - John Spencer pour le rôle de Leo McGarry dans À la Maison-Blanche

#### Meilleure réalisation
- Walter Hill pour l'épisode Deadwood dans Deadwood
  - Christopher Chulack pour l'épisode The Lost dans Urgences
  - Allen Coulter pour l'épisode Irregular Arund the Margins dans Les Soprano
  - Ryan Murphy pour l'épisode Pilot de Nip/Tuck
  - Timothy Van Patten pour l'épisode Long Term Parking dans Les Soprano

#### Meilleur scénario
- Terence Winter pour l'épisode Long Term Parking dans Les Soprano
  - Michael Caleo pour l'épisode Where's Johnny? dans Les Soprano
  - Robin Green et Mitchell Burgess pour l'épisode Irregular Around the Margins dans Les Soprano
  - David Milch pour l'épisode Deadwood dans Deadwood
  - Matthew Weiner et Terence Winter pour l'épisode Unidentified Black Males dans Les Soprano

### Séries comiques

#### Meilleure série comique
- Arrested Development (Fox)
  - Larry et son nombril (HBO)
  - Tout le monde aime Raymond (CBS)
  - Sex and the City (HBO)
  - Will et Grace (NBC)

#### Meilleure actrice
- Sarah Jessica Parker pour le rôle de Carrie Bradshaw dans Sex and the City
  - Jennifer Aniston pour le rôle de Rachel Green dans Friends
  - Patricia Heaton pour le rôle de Debra Barone dans Tout le monde aime Raymond
  - Bonnie Hunt pour le rôle de Bonnie Molloy dans Life with Bonnie
  - Jane Kaczmarek pour le rôle de Lois dans Malcolm

#### Meilleur acteur
- Kelsey Grammer pour le rôle de Frasier Crane dans Frasier
  - Larry David pour son propre rôle dans Larry et son nombril
  - Matt LeBlanc pour le rôle de Joey Tribbiani dans Friends
  - John Ritter pour le rôle de Paul Hennessy dans Touche pas à mes filles
  - Tony Shalhoub pour le rôle de Adrian Monk dans Monk

#### Meilleure actrice dans un second rôle
- Cynthia Nixon pour le rôle de Miranda Hobbes dans Sex and the City
  - Kim Cattrall pour le rôle de Samantha Jones dans Sex and the City
  - Kristin Davis pour le rôle de Charlotte York dans Sex and the City
  - Megan Mullally pour le rôle de Karen Walker dans Will et Grace
  - Doris Roberts pour le rôle de Marie Barone dans Tout le monde aime Raymond

#### Meilleur acteur dans un second rôle
- David Hyde Pierce pour le rôle de Niles Crane dans Frasier
  - Peter Boyle pour le rôle de Frank Barone dans Tout le monde aime Raymond
  - Brad Garrett pour le rôle de Robert Barone dans Tout le monde aime Raymond
  - Sean Hayes pour le rôle de Jack McFarland dans Will et Grace
  - Jeffrey Tambor pour le rôle de George Bluth Sr. dans Arrested Development

#### Meilleure réalisation
- Anthony et Joe Russo pour l'épisode Pilot dans Arrested Development
  - Larry Charles pour l'épisode The Survivor dans Larry et son nombril
  - Bryan Gordon pour l'épisode The 5 Wood dans Larry et son nombril
  - Timothy Van Patten pour l'épisode An American Girl in Paris: Part Deux dans Sex and the City
  - Robert B. Weide pour l'épisode The Car Pool Lane dans Larry et son nombril

#### Meilleur scénario
- Mitchell Hurwitz pour l'épisode Pilot dans Arrested Development
  - Garrett Donovan et Neil Goldman pour l'épisode My Screw Up dans Scrubs
  - Michael Patrick King pour l'épisode An American Girl in Paris: Part Deux dans Sex and the City
  - Christopher Lloyd II et Joe Keenan pour l'épisode Goodnight, Seattle dans Frasier
  - Julie Rottenberg et Elisa Zuritsky pour l'épisode The Ick Factor dans Sex and the City

### Mini-séries et téléfilms

#### Meilleure série limitée
- Angels in America (HBO)
  - American Family (PBS)
  - Hornblower (A&E)
  - Suspect numéro 1 (PBS)
  - Traffic (USA)

#### Meilleure actrice
- Meryl Streep pour le rôle de Hannah Pitt / Ethel Rosenberg / The Rabbi / The Angel Australia dans Angels in America
  - Glenn Close pour le rôle d'Aliénor d'Aquitaine dans Le Lion en hiver
  - Judy Davis pour le rôle de Nancy Reagan dans The Reagans
  - Helen Mirren pour le rôle de Jane Tennison dans Suspect numéro 1
  - Emma Thompson pour le rôle de Nurse Emily / la femme sans domicile / The Angel America dans Angels in America

#### Meilleur acteur
- Al Pacino pour le rôle de Roy Cohn dans Angels in America
  - Antonio Banderas pour le rôle de Pancho Villa dans Pancho Villa
  - James Brolin pour le rôle de Ronald Reagan dans The Reagans
  - Mos Def pour le rôle de Vivien Thomas dans La Création de Dieu
  - Alan Rickman pour le rôle de Alfred Blalock dans La Création de Dieu

#### Meilleure actrice dans un second rôle
- Mary-Louise Parker pour le rôle de Harper Pitt dans Angels in America
  - Julie Andrews pour le rôle de Nanny dans Eloise at Christmastime
  - Anne Heche pour le rôle de Rowena Larson dans Le Choix de Gracie
  - Anjelica Huston pour le rôle de Carrie Chapman Catt dans Iron Jawed Angels
  - Angela Lansbury pour le rôle de Dora dans The Blackwater Lightship

#### Meilleur acteur dans un second rôle
- Jeffrey Wright pour le rôle de Mr. Lies / Norman "Belize" Ariage / l'homme sans domicile / The Angel Europa dans Angels in America
  - Justin Kirk pour le rôle de Prior Walter / Leatherman in Park dans Angels in America
  - William H. Macy pour le rôle de John Irwin dans Stealing Sinatra
  - Ben Shenkman pour le rôle de Louis Ironson / The Angel Oceania dans Angels in America
  - Patrick Wilson pour le rôle de Joe Pitt / The Antartic Eskimo / le père Mormon dans Angels in America

#### Meilleure réalisation
- Mike Nichols pour Angels in America
  - Robert Harmon pour Ike. Opération Overlord
  - Tom Hooper pour Suspect numéro 1
  - Andreï Kontchalovski pour Le Lion en hiver
  - Joseph Sargent pour La Création de Dieu

#### Meilleur scénario
- Tony Kushner pour Angels in America
  - Larry Gelbart pour Pancho Villa
  - Janne Marchwood, Thomas Rickman et Elizabeth Egloff pour The Reagans
  - Sally Robinson, Eugenia Bostwick, Raymond Singer et Jennifer Friedes pour Iron Jawed Angels
  - Peter Silverman et Robert Caswell pour La Création de Dieu